# Rădmănești, Timiș
Rădmănești este un sat în comuna Bara din județul Timiș, Banat, România.

## Istoric
A aparținut odinioară cetății Șoimoș și au împărtășit aceeasi soartă. Satul este amintit de la anul 1400 și 1437 când a fost proprietatea lui Guți Orszagh de la care a ajuns in posesia lui Ladislau Hagynas.
În 1440 este donat lui Mihai Orszag. Mai târziu, regele Vladislav I îl donează lui Ioan Huniade.
În 1607 este donat lui Sava Brancovici, fostul episcop ortodox al Ardealului împreună cu toate moșiile de la Rădmănești, Bruznic, Zăbalț, pâna la Sobocel, în județul Arad, (împreună cu toate morile de pe albia râului Mureș) de către regele Ferenc Rákóczi al Ungariei.
Sub stăpânirea turcească, locuitorii s-au refugiat, el negăsindu-se locuit. După stăpânirea turcească, locuitorii s-au reîntors la vetrele lor reîntemeiand satul. În notele lui Marsigli se găsește ca sat nou-întemeiat.
Conscrierea contelui Mercy din 1717 îl arată locuit cu 22 de case.

## Populația

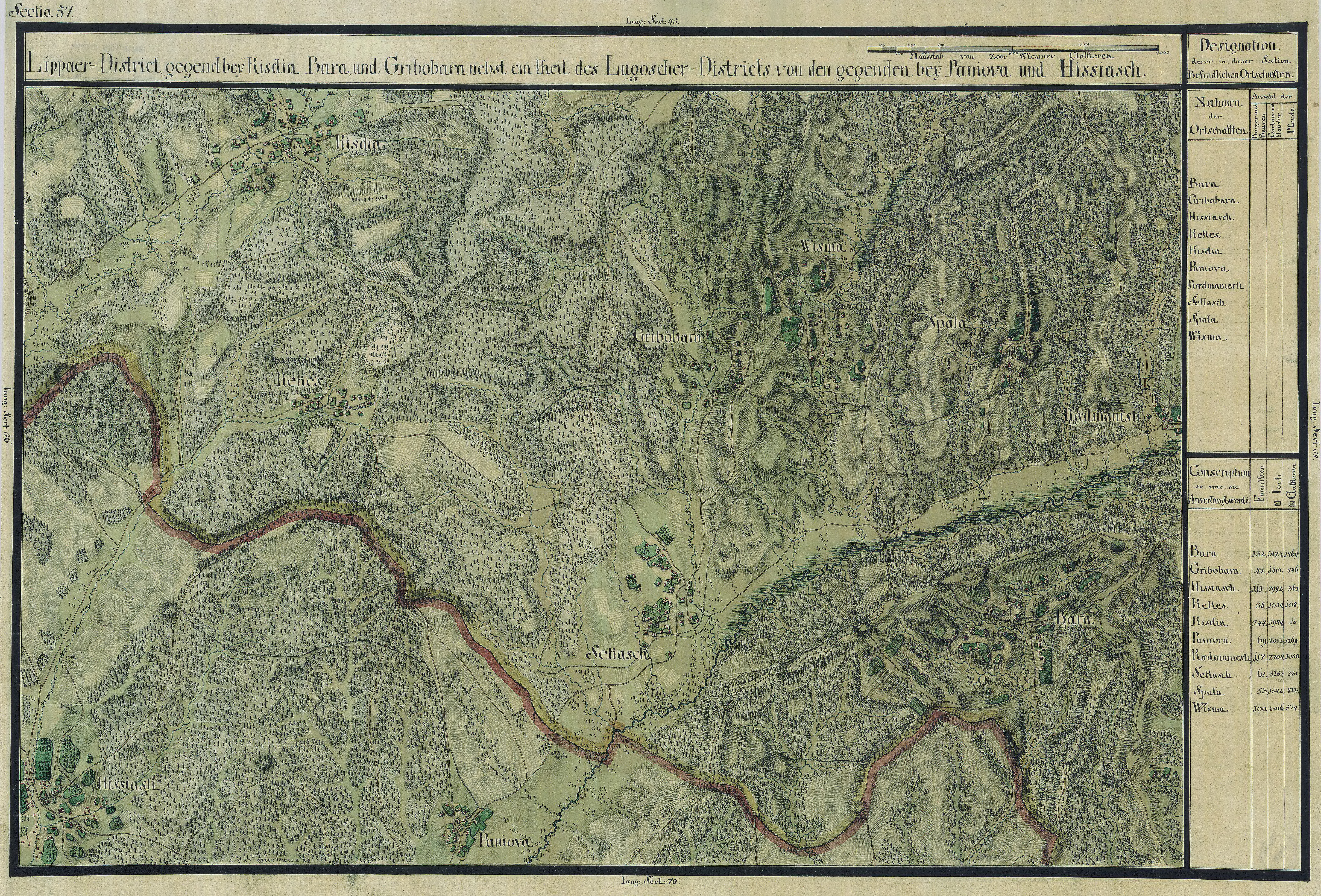
Rădmăneşti în Harta Iosefină a Banatului, 1769-72